# Jana Fritz
Jana Fritz (20 luglio 2005) è una sciatrice alpina tedesca.

## Biografia
Specialista delle prove tecniche attiva dall'ottobre del 2021, in Coppa Europa Jana Fritz ha esordito il 28 novembre 2022 a Mayrhofen in slalom gigante (32ª) e ha conquistato il primo podio il 3 dicembre 2024 a Zinal nella medesima specialità (2ª); ha debuttato in Coppa del Mondo il 28 dicembre dello stesso anno a Semmering in slalom gigante, senza completare la prova. Non ha preso parte a rassegne olimpiche o iridate.

## Palmarès

### Coppa Europa
- Miglior piazzamento in classifica generale: 69ª nel 2025
- 1 podio:
  - 1 secondo posto

### Campionati tedeschi
- 1 medaglia:
  - 1 bronzo (slalom gigante nel 2025)